# Johann Christian Lobe
Johann Christian Lobe (født 30. maj 1797 i Weimar, død 27. juli 1881 i Leipzig) var en tysk komponist og musikforfatter.
Lobe var oprindelig fløjtespiller og optrådte allerede 1811 i Gewandhaus-koncerterne i Leipzig. Senere virkede han som bratschist og musiklærer i Weimar indtil 1846, da han overtog ledelsen af Allgemeine Musikalische Zeitung og flyttede til Leipzig, hvor han virkede som skribent og lærer til sin død.
Lobes kompositioner (symfonier, operaer, ouverturer og forskellige sager for fløjte) er ganske glemte; derimod er hans navn som musikforfatter bevaret navnlig ved det omfangsrige værk Lehrbuch der musikalischen Komposition (4 bind, 6. oplag ved Hermann Kretzschmar, 1900); endvidere kan fremhæves Kathechismus der Musik (28 oplag), Kathechismus der Kompositionslehre (7 oplag, 1902), Musikalische Briefe og flere.